# ينبوع الأحلام
ينبوع الأحلام، واسمه الأصلي رانما ½ (باليابانية: ½ らんま)، هو سلسلة مانغا يابانية من كتابة وتأليف روميكو تاكاهاشي، إضافة لصدور الأنمي في وقت لاحق بعد المانغا.
 دبلج السلسلة مركز الزهرة باسم ينبوع الأحلام.
تدور القصة حول فتىً في عمر السادسة عشر اسمه رانما ساوتومي، الذي كان يتدرب من صغره على الفنون القتالية، ونتيجة لحادث تعرّض له أثناء رحلته التدريبية، أصابته لعنة تحوله لفتاة بمجرد ملامسته للماء البارد، لكن الماء الحار يعيده إلى هيأته الطبيعية كفتى.
 في اليابان، تسلسلت المانغا في مجلة شوغاكوكان شونن سنداي، حيث نشرت من عام 1987-1996. وقد ذكرت روميكو في مقابلات معها إنها تريد أن تنتج قصة من شأنها أن تحقق شعبية بين الأطفال. النسخة الأصلية جزء من رسوم مانغا شونن.

## القصة
أثناء رحلة تدريبية في منطقة جبال بايان-كالا في مقاطعة تشينغهاي في الصين، رانما ساوتومي ووالده جينما سقطا في ينابيع جوسنكيو. عندما يسقط شخص ما في ينبوع ملعون، فإنه يأخذ المظهر الشكلي لأي شيء غرق فيه منذ مئات أو آلاف السنين متى ما أصيبوا بالماء البارد. اللعنة سوف تنعكس إذا تعرض للماء الحار حتى تعرض للماء البارد. جينما سقط في ينبوع الباندا الغارق بينما سقط رانما في ينبوع الفتاة الغارقة.
بعد العودة إلى اليابان، استقر الاثنان في الدوجو المملوكة من قبل صديق جينما القديم سون تندو، الممارس الزميل في موسابيتسو كاكوتو ريو أو مدرسة «الفنون القتالية الحرة أو كل شيء مناسب أو أي شي ينفع» للفنون القتالية التي حملها جنما على عاتق رانما. جينما وسون اتفقا قبل عدة سنوات أن أبناءهما سوف يتزوجون ويديرون دوجو التندو. سون لديه ثلاث فتيات: كاسومي، نابيكي والساخنة المزاج، ولكن متساعدة، ممارسة فنون الدفاع عن النفس أكاني. أكاني سنها كما هو سن رانما فقد تم تعيينها للزفاف من قبل أخواتها. سبب ذلك أن أكاني تكره الصبيان، وأن رانما فقط رجل نصف الوقت، لذلك، فهما جيدان معا. على الرغم من أن كليهما في البداية رفضا الخطبة كونها لم يستشارا في القرار، وعموما يتعاملان على أنهم مخطوبان وينتهي بهم الأمر بمساعدة أو إنقاذ بعضهما البعض في مواقف عديدة. وكثيرا مايوجد أحدهما مهتما بشؤون الآخر ويتجادلان باستمرار في أسلوب محرج الود والكراهية بشكل يركز على الامتياز.
ذهب رانما مع أكاني إلى مدرسة فورينكان الثانوية، وحينها التقى بمنافسه المتكرر تاتيواكي كونو، كابتن فريق الكندو الذي يسعى بقوة للظفر بـأكاني، ولكنه أيضا واقع في غرام رانما الفتاة بدون أن يكتشف أمر اللعنة التي أصابته. نيريما أيضا في حالة فوضى بسبب المقاتلين مع ظهور منافسي رانما التقليديين،: العدو اللدود التائه ريوغا هبيكي، وقصير النظر موس الواقع في حب شامبو، والمعلم المنحرف هابوساي الذي يقوم بسرقة الملابس. وأيضا ظهور الفتيات المحبات له بمن فيهم: بطلة فنون الدفاع عن النفس بالجمباز الإيقاعي، كوداتشي كونو، وخطيبته الثانية وصديقة طفولته يوكيو كوونجي، بائعة الأكونومياكي، وفتاة الأمازون الصينية شامبو، مدعومة بجدتها الكبرى كولون. تبعا لتطور المسلسل، المدرسة أصبحت أكثر غرابا مع عودة مهووس هاواي، المدير كونو، وصاحبة مهارة امتصاص الطاقة البديلة الطفلة/ البالغة هيناكو نينوميا كمعلمة اللغة الإنجليزية.

## التطور
روميكو تاكاهاشي، كاتبة قصة ينبوع الأحلام، هدفت إلى أن تكون القصة شعبية مع النساء والأطفال. في 2000 أجرى صحفي مجلة أنيميركا مقابلة مع تاكاهاشي سألها ما إذا تريد من القصة ينبوع الأحلام، في محاولة لتوعية المجتمع الذي يهيمن عليه الذكور.قالت تاكاهاشي أنها لم تفكر من حيث جداول المجتمعية وأنها صنعت مفهوم ينبوع الأحلام لأنها أرادتها أن تكون "فكرة بسيطة، وممتعة". أضافت أيضا أنها كونها امرأة وحين تذكر ما تقرأ من المجلات التي تحبها عندما كانت صغيرة، شعرت بأن "تحول البشر إلى حيوانات من الممكن أن يكون ممتعا وخياليا...تعلمون كما في الحكايات الخرافية." "

## المانغا

### الأصلية
رسمت تاكاهاشي مصدر إلهامها من العديد من الأشياء الحقيقية. بعض الأماكن المتكرر مشاهدتها في المسلسل رسمت على غرار أماكن حقيقية في نيريما، طوكيو، اليابان (منزل تاكاهاشي ومحيط ينبوع الأحلام كليهما). بالإضافة إلى ذلك، تم عرض الوصلات بين المانغا والناس، الرسومات، وحتى الأفلام

### المنشور الياباني
بدأ نشر مانغا ينبوع الأحلام في سبتمبر 1987، في مجلة شونن صنداي، ليتبع نهاية عمل روميكو تاكاهاشي السابق أوروسيه ياتسورا. منذ سبتمبر 1987 حتى مارس 1996، تم نشر مانغا ينبوع الأحلام على أساس أسبوعي مع صفحات ملونة أحيانا لتجميل صفحات المانغا التي كانت بيضاء وسوداء عادة. بعد ما يقارب عقدا من صناعة القصص، تم نشر الفصل الأخير من ينبوع الأحلام في شونن صنداي الفصل 12، عام 1996.
بعد نشر المانغا في شونن صنداي، تم نشر ثانية في تانكوبون، نشرت الصفحات في اللونين الأبيض والأسود حتى 1996. تمت سلسلة ينبوع الأحلام في 38 فصلا. في 2002، فضلت شوغاكوكان أن تعيد نشر المانغا بتصميم جديد، الشنسوبان. وكانت هذه أساسا هي نفس تانكوبون من أجل تغطية مختلفة.
في إضافة للقصة العادية، ينبوع الأحلام فيها إصدارات خاصة متنوعة. أولا، ينبوع الأحلام كتاب الذكريات تم نشره فقط عندما انتهت المانغا في 1996. التي تقوم بدور الحد الأعلى لإنهاء السلسلة، فقد جمعت العديد من الرسوم التوضيحية من السلسلة، مع مقابلة مع روميكو تاكاهاشي، ويتضمن حكايات حول رانما: ملخصات معاركه، جدوله اليومي، أمور تافهة، وبعض الرسوم التوضيحية الحصرية. ثانيا، كان إصدار الأفلام والأوفا من أجل توضيح حلقات الأوفا «الشخص الذي سوف يتحمل المسؤولية» (الجزئين كليهما) والفيلم المصطنع فريق رانما ضد العنقاء الأسطورية. وتضمنت أيضا معلومات عن ممثلي الأداء الصوتي، تصميم الشخصيات، وتخطيط دوجو منزل تندو. أخيرا، أصدرت الكتب الدليلة لثلاثة من ألعاب الفيديو لينبوع الأحلام؛ ولم تتضمن فقط التخطيطات، بل حتى المقابلات.

### المنشور الأمريكي
فيز ميديا، شركة مملوكة من قبل شوغاكوكان وشويشا، قامت بنشر الإصدار الإنجليزي للمانغا. فيز بدأت بنشر المانغا في 1993 في تنسيق كتب هزلية شهرية. بسبب الوقت اللازم لجمع لوازم العمل، أصبحت المجلدات اللاحقة بطيئة نسبيا للإصدار. كل أغلفة الرواية المصورة تقريبا نفس أغلفة مجلة تانكوبون، لكن فيز أدرجت الاختلافات الطفيفة في التجميع إذا النسخة الإنجليزية امتدت 36 فصلا بدلا من 38 في الإصدار الياباني. الفصل 36، الفصل الأخير، أصدر في الأسواق في 14 نوفمبر، 2006، مما يجعلها أطول إصدارات فيز للمانغا، التي امتدت أكثر من 13 سنة.
في 18 مارس، 2004، أعلنت فيز أنها ستعيد طباعة عدد من رواياتها المصورة. ظل المحتوى نفسه، لكن الرواية انتقلت إلى تنسيق أصغر مع أغلفة مختلفة. في حالة ينبوع الأحلام، تحولت الأغلفة من النمط المتنوع إلى أغلفة أكثر تجانسا. بالإضافة إلى ذلك، السعر انخفض حتى 9.95 دولار أمريكي. على أي حال، فإن العنوان ما زال محتفظا بـ «انعكاسه»، بتنسيق من اليسار إلى اليمين، مثل الطبعة الأولى.

## الأنمي
بقي المسلسل التلفزيوني موافقا للموضح أعلاه لكنه مال عن بقية المسلسلات بإبقاء تحول جنس رانما سرا عن طلاب المدرسة الثانوية على الأقل طوال أكثر مدة المسلسل (في الإصدارين، عائلة كونو تظن بأن هناك اثنين من رانما). مسلسل التلفزيون أيضا لم يقدم هيكارو غوسنكوغي حتى وقت متأخر من المسلسل، وشخصيته متغيرة قليلا في قصة الأنمي، في حين أنه منافس قوي في محبة أكاني في المانجا المبكرة. بدلا من ذلك، المسلسل التلفزيوني استعرض شخصية متكررة رئيسية: ساسوكي ساروغاكوري، الخادم النينجا الصغير لعائلة كونو. ساسوكي ملأ عددا من أدوار هيكارو في القصص المبكرة لكنه شخصية رئيسية في حقه.
الأنمي أيضا يغير المكان لعدة أجزاء من القصة؛ واحد من الأجزاء المتقدمة في القصة، الفنون القتالية لحفلة الشاي، ظهرت في الفصل الخامس (الإنجليزي) للمانغا لكنها لم تظهر في الأنمي حتى الموسم الخامس من الأنمي. يحتوي الأنمي أيضا على العديد من الحلقات الأصلية والشخصيات التي لم تظهر في المانغا.
بعد ترخيص المانغا بفترة وجيزة، ألحقت فيز ميديا ترخيص الأنمي في 1994، جاعلة رانما واحدا من أول الأنميات المرخصة بواسطة فيز. الدبلجة الإنجليزية المنتجة للمسلسل سجلت الأنمي في فانكوفر مع أوشن جروب. الإنتاجات، مثل المانغا، أخذت ما يقارب 10 سنوات. فيز أصدرت المسلسل لـ في إتش إس من فيز فيديو وأصدرت المسلسل في دي في دي بعد سنوات قليلة في اشتراك مع بيونير هوم إنترتانمينت. فيز نفسها أعادت إصداره في دي في دي في 2007 باستعمال شركتها الخاصة لإنتاج الدي في دي.
فيز ميديا أيضا منحت الترخيص للفلمين كليهما، والحلقات الاثنتي عشرة الأصلية من أجل توزيعها في أمريكا الشمالية.

## استقبال القراء
روميكو تاكاهاشي، كاتبة المسلسل، قالت بأن المسلسل صار شعبياً بين الفتيات، لكنه لم يصر كذلك مع الفتيان. قمة أرقام القراء لينبوع الأحلام كانوا من فئة الخمسة عشر عاما، لكن توزيع القراء كان مائلا نحو الإناث الأصغر سنا. في عام 2000 قامت أنيميركا بإجراء مقابلة مع روميكو وقالت بأن العاملين في أنميركا سيشعرون بالسعادة إذا زاد عدد القراء لينبوع الأحلام من الإناث في سوق المانغا الأمريكية.
في نوفمبر 2006، أعلنت نيويورك كومك-كون أنها ستستضيف لأول مرة جوائز الأنمي الأمريكية. محبو الأنمي حصلوا على الفرصة للتصويت للأنمي المفضلة لديهم على الإنترنت خلال شهر يناير 2007. تلقى غالبية الأصوات فقط أسماء المرشحين الخمسة أعلنت في 5 فبراير لكل فئة. من بين الفئات الاثنتي عشرة المختلفة، ينبوع الأحلام صوت له كـ«أفضل أنمي كوميدي»، وصوت للأوفا المسلسلة لينبوع الأحلام كـ«أفضل سلسلة قصيرة».

## الشخصيات
هذه قائمة للشخصيات المتكررة في الأنمي.
| اسم           | تعريف | صور |
| ------------- | --- | --- |
| رانما         | الشخصية الرئيسية الأنمي، وهو فتى ممارس لفنون القتال. أثناء تدربه مع والده جينما في أراضي جوسنكيو للتدريب في الصين، سقط رانما في (ينبوع الفتاة الغارقة)، وفقا للعنة النبع، فقد خرج بجسم امرأة شابة. عندما يرش بالماء الحار، فإنه يرجع إلى شكله الطبيعي كفتى. ومع ذلك، عندما يرش بالماء البارد، فإنه يتحول إلى الفتاة ذات الشعر الأحمر ثانية. يقيم رانما ووالده عند بيت سون تيندو، صديق جينما القديم ووالد أكاني ونابيكي وكاسومي، ويصبح رانما وأكاني مخطوبين (بقرار من والديهما) ليكون رانما وريث الدوجو الخاص بسون تندو. |     |
| أكاني         | ابنة سون تيندو الصغرى وخطيبة رانما (بقرار من والديهما) وممارسة لفنون القتال، وأيضا طالبة في مدرسة فرينكان، كانت مستاءة من رانما عندما رأته عارياً بهيئة فتى في الحمام، مع مرور الوقت، بدأت علاقة أكاني ورانما بالتحسن، كما أن أكاني تحب رانما وتغار عليه (لكنها لا تصرح بذلك). |     |
| جينما         | والد رانما، أثناء تدربه مع ابنه رانما في أراضي جوسنكيو، سقط جينما في (ينبوع الباندا الغارقة)، وفقا للعنة النبع، فقد خرج بجسم باندا. عندما يرش بالماء الحار، فإنه يرجع إلى شكله الطبيعي كرجل. ومع ذلك، عندما يرش بالماء البارد، فإنه يتحول إلى باندا ثانية، جينما ليست لديه أية مشاكل في هيأة الباندا، بل إنه يتحول إلى باندا ليتخلص من مشاكله في هيأة الباندا، يقيم جينما وابنه عند بيت سون تيندو، وقرر جينما وسون خطوبة أكاني ورانما. |     |
| سون           | مالك منزل عائلة تندو ومالك الدوجو وصديق جينما القديم ووالد كاسومي ونابيكي وأكاني، وقرر جينما وسون خطوبة أكاني ورانما. |     |
| كاسومي        | ابنة سون تيندو الكبرى، تقضي أغلب وقتها في العناية بالمنزل، وتقوم بالطبخ، والتنظيف ومساعدة عائلتها، وهي هادئة جداً لا تتأثر بالمواقف الجنونية التي تحدث حولها. |     |
| نابيكي        | ابنى سون تيندو الوسطى وأيضا طالبة في مدرسة فورينكان، مادية جدا وهمها الوحيد هو جمع المال. |     |
| ريوغا         | مقاتل وخصم رانما منذ أيام الطفولة وهو يظل في طريقه بسبب عدم شعوره في الاتجاهات، سقط ريوغا في نبع جوسنكيو (بسبب رانما الفتاة) وتحول إلى خنزير، عندما يرش بالماء الحار، فإنه يرجع إلى شكله الطبيعي كشاب، وعندما يرش بالماء البارد، فإنه يتحول إلى خنزير ثانية، تعرف ريوغا الخنزير على أكاني ولا تعلم أنه ريوغا، وأطلقت عليه اسم " بي - تشان ", ويقع ريوغا في حب أكاني، ريوغا يقضي وقته في التجول والترحال. |     |
| تاتيواكي كونو | قائد فريق الكندو وشخص ثري وطالب في السنة الثالثة في ثانوية فرينكان، وأحد أعداء رانما (يسبب خطوبته مع أكاني)، وهو واقع في حب أكاني بجنون وأيضا يحب رانما الفتاة وهو لا يعلم أن رانما الفتاة ورانما الفتى شخص واحد. |     |
| شامبو         | مقاتلة أمازونية صينية، قدمت إلى اليابان من أجل قتل رانما الفتاة بعد أن هزمتها، في وقت لاحق هزم رانما الفتى شامبو، فوقعت شامبو في حب رانما وأرادت الزواج منه (بسبب قانون الأمازون وهو أن على الفتاة قتل الفتاة التي تهزمها، أو الزواج بالفتى الذي يهزمها) جاهلة بأن رانما الفتى ورانما الفتاة هما شخص واحد، حزنت شامبو بعد أن علمت حقيقة رانما وعادت إلى الصين، سقطت شامبو في نبع جوسنكيو أثناء تدريبها مع جدتها الكبرى كولون، وتحولت إلى قطة، عندما ترش بالماء الحار، فإنها ترجع إلى شكلها الطبيعي كفتاة، وعندما ترش بالماء البارد، فإنها تتحول إلى قطة ثانية، بعد أن عادت إلى اليابان، صارت شامبو نادلة في مطعم القطة، وهو مطعم جدتها الكبرى، وتوصل الطعام بدراجتها. |     |
| هابوساي       | عجور منحرف، ومقاتل قوي، ومعلم سون تيندو وجينما ساوتومي، في السابق قاما كل من سون وجينما بالتخلص منه (بسبب انحرافه) ولكنه ظهر من جديد وأصبح يقيم في بيت عائلة تيندو، وهو لص يقوم بسرقة الملابس النسائية، وهو أيضا أحد أعداء رانما (بسبب أن رانما يمنعه من سرقة الملابس). |     |
| موس           | مقاتل أمازوني صيني، وصديق شامبو منذ الطقولة، كما أنه واقع في حب شامبو، وهو أحد أعداء رانما (بسبب أن شامبو تحب رانما)، موس يرتدي النظارات بسبب قصر نظره، سقط موس في نبع جوسنكيو، وتحول إلى بط، عندما يرش بالماء الحار، فإنه يرجع إلى شكله الطبيعي كشاب، وعندما يرش بالماء البارد، فإنه يتحول إلى بط ثانية، بعد أن عاد إلى اليابان، صار يعمل في مطعم القطة. |     |
| يوكيو         | طباخة الأكونومياكي وصديقة رانما أيام الطفولة (لم يكن يعلم أنها فتاة)، في السابق سرق جينما عربة أوكونومياكي الخاصة بوالد يوكيو، وتركها خلفه ومنهياً الترتيبات التي أعدها هو ووالد يوكيو لزواج رانما ويوكيو، قررت يوكيو الإنتقام من رانما، بعد معركة حامية مع رانما، اكتشف رانما أنها فتاة، تصالحت يوكيو مع رانما، ووقعت في حب رانما. وفتحت مطعم خاص بها وتبيع فيه الأكونومياكي. |     |
| كولون         | عجوز أمازونية صينية وجدة شامبو الكبرى، ومقاتلة أيضا، قدمت إلى اليابان لتساعد شامبو في الفوز برانما، تدير كولون مطعم القطة، حيث يعمل كل من شامبو وموس فيه. |     |
| كوداشي        | أخت تاتيواكي كونو الصغرى ولاعبة الجمباز، تدرس في مدرسة للبنات فقط. وقعت كوداشي في حب رانما الفتى بعد أن أنقذها من السقوط، وهي لا تعلم أن رانما الفتى ورانما الفتاة شخص واحد. |     |
| ساسكي         | نينجا وخادم عائلة كونو، وبالأخص هو خادم لتاتيواكي كونو. |     |
| المدير كونو   | مدير مدرسة فرينكان، ووالد تاتيواكي كونو وكوداشي، وهو متأثر بهاواي وثقافتها، المدير كونو يستمتع بإزعاج الطلاب في المدرسة، خصوصا رانما. |     |
| دكتور توفو    | طبيب، وهو أيضاً واقع في الحب بجنون مع كاسومي ويصبح مجنون وأحمق عندما تكون معه. |     |

## الدبلجة العربية
دبلج باسم " ينبوع الأحلام من طرف مركز الزهرة وبدأ عرضه على قناة سبيس تون في بداية 2011 وانتهى في 2013، قامت الدبلجة ببعض التغييرات حتى يصبح الإنمي مناسباً للأطفال حيث في النسخة الأصلية فإن الإنمي مخصص لفئة المراهقين، وتم تقطيع بعض اللقطات غير المناسبة، وأيضا تعريب أسماء الشخصيات.
الممثلون
- آمال سعد الدين : ريم (Akane)
- أنجي اليوسف : رنا (Nabiki) - الجده هيداو (Cologne)
- يحيى الكفري : السيد جهاد (Soun)
- هشام كفارنة : السيد رمزي (Genma)
- رأفت بازو : صقر (Mousse) - رعد (Sasuke) - دكتور وليد (Dr. Tofu) - المعلم نجا (Happosai) - الدليل السياحي (The Jusenkyo Guide) - كنعان (Hikaru)
- إياس أبو غزالة : عصام (Tatewaki Kuno)
- لينا ضوا : نور الفتاة (Ranma - girl)
- محمد خير أبو حسون
- كامل نجمة : نور (Ranma)
- لمى الشمندي : ربى (Kasumi)
- رغدة الخطيب : بهاء (Ryoga)
- حنان شقير : نسرين (Kodachi) - السيده حفيظة (Madame St.)
- نضال حمادي : المدير عزام (Principal Kuno) - وسيم (Mikado)
- منصور السلطي : وسيم (Mikado) - منير (Picolet) - فوزي (The Frog Hermit)
- محمد مصطفى
- محمود الحسين
- سمر كوكش : شيدو (Shampoo)
- أسيمة يوسف : ريم (Akane) - منى (Lung-Lung)
- عتاب نعيم : ريم (Akane)
- زينة ظروف : بهاء (Ryoga) - رنا (Nabiki) - الجده هيداو (Cologne)
- أميرة حذيفي : زين (Ukyo) - جنى (Ling-Ling)
- مهجة الشيخ : زين (Ukjo)
- طالب الرفاعي : وسيم (Mikado) - منير (Picolet)
- مروان فرحات : ميمو (Maomolin)
- مجد ظاظا : رحاب أم نور (Nodoka) - الجده بهية (Sentaro's Grandmother)
- أيمن السالك : فوزي (The Frog Hermit)

### طاقم العمل
طاقم العمل في النسخة العربية:
- الإعداد: نور درويش
- المراجعة: عماد عكر
- التدقيق اللغوي: رمضان أيوب
- الترجمة: علي نيصافي
- المكساج: نديم سليمان
- المونتاج: سامر أبو حمد
- التترات: محمد القزة
- المعالجة الإلكترونية: يونس غزال، علاء درداري
- كلمات الشارة: طارق العربي طرقان
- غناء: طارق العربي طرقان، محمد العربي طرقان، ديمة طرقان
- المتابعة المالية: محمد حسان مهنا، عبد القادر نبهان
- إدارة الإنتاج: رضوان حجازي
- إنتاج وتوزيع: CARTOON STAR (ماهر الحاج ويس)
- تنفيذ الدوبلاج: مركز الزهرة
- الإشراف الفني: يحيى الكفري

## وصلات خارجية
- ينبوع الأحلام على موقع ميوزك برينز (الإنجليزية)
- ينبوع الأحلام على موقع ANN manga (الإنجليزية)
- (باليابانية) متحف شونن صنداي
- Viz Media ناشر الأنمي والمانغا في أمريكا الشمالية.
- استعراض جي-بوب.كوم لموسيقى رانما